# Carnaúba dos Dantas
Carnaúba dos Dantas este un oraș în Rio Grande do Norte (RN), Brazilia.